# 1967–1968-as vásárvárosok kupája
A tizedik alkalommal kiírásra kerülő Vásárvárosok kupája az 1967–1968-as idényben került megrendezésre. A kupát a Leeds United hódította el a Ferencvárosi TC elleni győzelmével.

## Első forduló
| Hazai csapat                | Össz.  | Vendég csapat            | 1. meccs | 2. meccs |
| --------------------------- | ------ | ------------------------ | -------- | -------- |
| DWS                         | 2 – 4  | Dundee FC                | 2 – 1    | 0 – 3    |
| PAÓK PAE                    | 2 – 5  | RFC Liège                | 0 – 2    | 2 – 3    |
| Eintracht Frankfurt         | 0 – 5  | Nottingham Forest        | 0 – 1    | 0 – 4    |
| FC Zürich                   | 3 – 2  | FC Barcelona             | 3 – 1    | 0 – 1    |
| Club Brugge                 | 1 – 2  | Sporting CP              | 0 – 0    | 1 – 2    |
| OGC Nice                    | 0 – 5  | ACF Fiorentina           | 0 – 1    | 0 – 4    |
| Dynamo Dresden              | 2 – 3  | Rangers FC               | 1 – 1    | 1 – 2    |
| 1. FC Köln                  | 4 – 2  | TJ Slavia Praha          | 2 – 0    | 2 – 2    |
| FK Partizan                 | 6 – 2  | PFK Lokomotiv Plovdiv    | 5 – 1    | 1 – 1    |
| CA Spora Luxembourg         | 0 – 16 | Leeds United             | 0 – 9    | 0 – 7    |
| SSC Napoli                  | 5 – 1  | Hannover 96              | 4 – 0    | 1 – 1    |
| Hibernian FC                | 4 – 3  | FC Porto                 | 3 – 0    | 1 – 3    |
| DOS Utrecht                 | 4 – 5  | Real Zaragoza            | 3 – 2    | 1 – 3    |
| FC Argeș Pitești            | 3 – 5  | Ferencvárosi TC          | 3 – 1    | 0 – 4    |
| Malmö FF                    | 1 – 4  | Liverpool FC             | 0 – 2    | 1 – 2    |
| Servette FC                 | 2 – 6  | TSV 1860 München         | 2 – 2    | 0 – 4    |
| Saint Patrick’s Athletic FC | 4 – 9  | FC Girondins de Bordeaux | 1 – 3    | 3 – 6    |
| BK Frem                     | 2 – 4  | Athletic Bilbao          | 0 – 1    | 2 – 3    |
| Bologna FC                  | 2 – 0  | Lyn Fotball              | 2 – 0    | 0 – 0    |
| GNK Dinamo Zagreb           | 5 – 2  | FC Petrolul Ploiești     | 5 – 0    | 0 – 2    |
| FK Vojvodina                | 4 – 1  | GD CUF                   | 1 – 0    | 3 – 1    |
| 1. FC Lokomotive Leipzig    | 5 – 2  | Linfield FC              | 5 – 1    | 0 – 1    |
| Wiener SC                   | 3 – 7  | Atlético Madrid          | 2 – 5    | 1 – 2    |
| Antwerp                     | 1 – 2  | Göztepe SK               | 1 – 2    | 0 – 0    |

## Második forduló
| Hazai csapat             | Össz. | Vendég csapat            | 1. meccs | 2. meccs |
| ------------------------ | ----- | ------------------------ | -------- | -------- |
| Dundee FC                | 7 – 2 | RFC Liège                | 3 – 1    | 4 – 1    |
| Nottingham Forest        | 2 – 2 | FC Zürich                | 2 – 1    | 0 – 1    |
| Sporting CP              | 3 – 2 | ACF Fiorentina           | 2 – 1    | 1 – 1    |
| Rangers FC               | 4 – 3 | 1. FC Köln               | 3 – 0    | 1 – 3    |
| FK Partizan              | 2 – 3 | Leeds United             | 1 – 2    | 1 – 1    |
| SSC Napoli               | 4 – 6 | Hibernian FC             | 4 – 1    | 0 – 5    |
| Real Zaragoza            | 2 – 4 | Ferencvárosi TC          | 2 – 1    | 0 – 3    |
| Liverpool FC             | 9 – 2 | TSV 1860 München         | 8 – 0    | 1 – 2    |
| FC Girondins de Bordeaux | 1 – 4 | Athletic Bilbao          | 1 – 3    | 0 – 1    |
| Bologna FC               | 2 – 1 | GNK Dinamo Zagreb        | 0 – 0    | 2 – 1    |
| FK Vojvodina             | 2 – 0 | 1. FC Lokomotive Leipzig | 0 – 0    | 2 – 0    |
| Atlético Madrid          | 2 – 3 | Göztepe SK               | 2 – 0    | 0 – 3    |

## Harmadik forduló
| Hazai csapat    | Össz. | Vendég csapat | 1. meccs | 2. meccs |
| --------------- | ----- | ------------- | -------- | -------- |
| FC Zürich       | 3 – 1 | Sporting CP   | 3 – 0    | 0 – 1    |
| Leeds United    | 2 – 1 | Hibernian FC  | 1 – 0    | 1 – 1    |
| Ferencvárosi TC | 2 – 0 | Liverpool FC  | 1 – 0    | 1 – 0    |
| FK Vojvodina    | 2 – 0 | Göztepe SK    | 1 – 0    | 1 – 0    |

## Negyeddöntők
| Hazai csapat    | Össz. | Vendég csapat   | 1. meccs | 2. meccs |
| --------------- | ----- | --------------- | -------- | -------- |
| Dundee FC       | 2 – 0 | FC Zürich       | 1 – 0    | 1 – 0    |
| Rangers FC      | 0 – 2 | Leeds United    | 0 – 0    | 0 – 2    |
| Ferencvárosi TC | 4 – 2 | Athletic Bilbao | 2 – 1    | 2 – 1    |
| Bologna FC      | 2 – 0 | FK Vojvodina    | 0 – 0    | 2 – 0    |

## Elődöntők
| Hazai csapat    | Össz. | Vendég csapat | 1. meccs | 2. meccs |
| --------------- | ----- | ------------- | -------- | -------- |
| Dundee FC       | 1 – 2 | Leeds United  | 1 – 1    | 0 – 1    |
| Ferencvárosi TC | 5 – 4 | Bologna FC    | 3 – 2    | 2 – 2    |

## Döntő
| Hazai csapat | Össz. | Vendég csapat   | 1. meccs | 2. meccs |
| ------------ | ----- | --------------- | -------- | -------- |
| Leeds United | 1 – 0 | Ferencvárosi TC | 1 – 0    | 0 – 0    |

### 1. mérkőzés
| 1968. augusztus 7. |

| Leeds United | 1–0   | Ferencváros |
| ------------ | ----- | ----------- |
| Jones 41'    | (1–0) |             |

| Elland Road, Leeds Nézőszám: 25 368 Játékvezető: Rudolf Scheurer (svájci) |

### 2. mérkőzések
| 1968. szeptember 11. |

| Ferencváros | 0–0 | Leeds United |
| ----------- | --- | ------------ |
|             |     |              |

| Népstadion, Budapest Nézőszám: 70 000 Játékvezető: Gerhard Schulenburg (nyugatnémet) |

| Az 1967–1968-as vásárvárosok kupája győztese |
| -------------------------------------------- |
| Leeds United 1. cím                          |